# Equipos participantes en la Copa Mundial de Fútbol de 2006

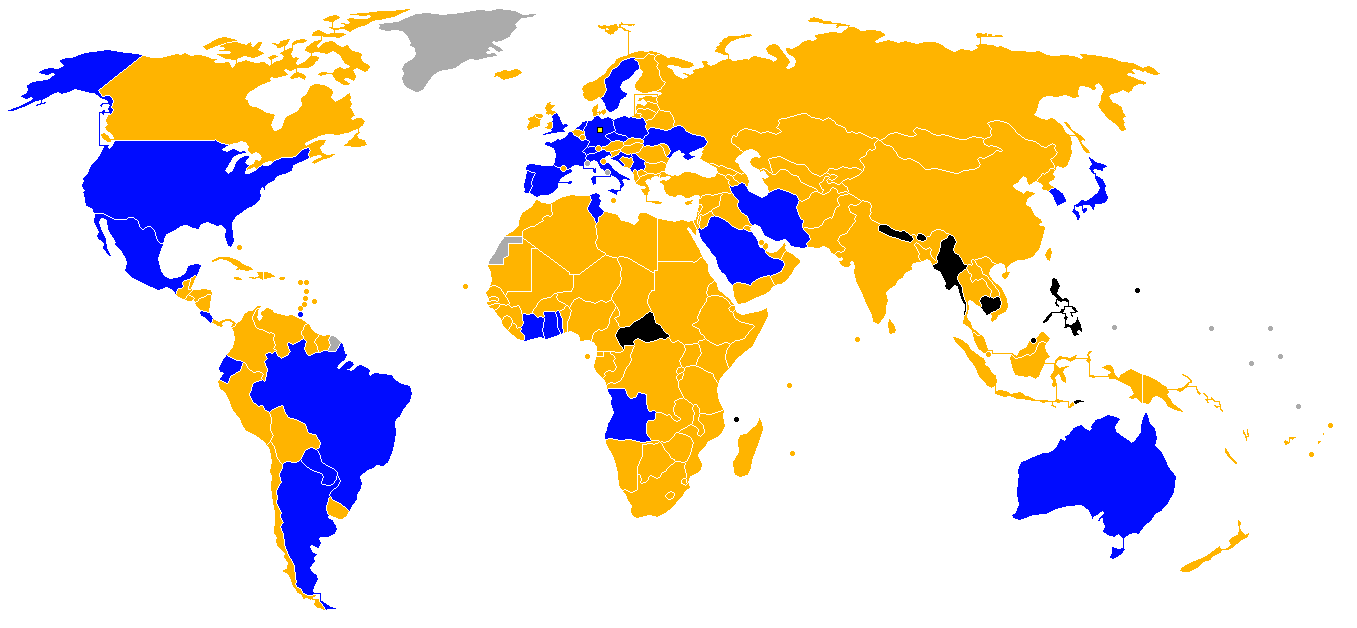
Clasificó al Mundial
No clasificó al Mundial
No participó
No es un miembro FIFA

Para la XVIII Copa Mundial de Fútbol, que se realizó en Alemania entre el 9 de junio y el 9 de julio de 2006, 32 equipos clasificaron a la fase final. Los 32 equipos participantes fueron divididos en ocho grupos de cuatro integrantes. De cada grupo, los dos mejores equipos clasificarán a una segunda fase de eliminación directa, para determinar al campeón del evento.

## Equipos
Previamente, 195 equipos se inscribieron para el proceso clasificatorio de cada continente, clasificando finalmente: 14 equipos de Europa (incluyendo el organizador), 4 de Norteamérica (incluyendo uno a través de la repesca con Asia), 4 de Sudamérica, 4 de Asia, 5 de África y uno de Oceanía (a través de la repesca con Sudamérica). De éstos, 8 equipos participan por primera vez en estas instancias, aunque cabe destacar que República Checa y Serbia y Montenegro ya habían participado, como sucesores legales de los seleccionados de Checoslovaquia y Yugoslavia.
Los equipos participantes en dicho torneo son:
| Equipo (ver en detalle) | Equipo (ver en detalle) | Equipo (ver en detalle) | Participaciones previas | Participaciones previas | Participaciones previas |
| Equipo (ver en detalle) | Equipo (ver en detalle) | Equipo (ver en detalle) | Total                   | Cons.                   | Última                  |
| ----------------------- | ----------------------- | ----------------------- | ----------------------- | ----------------------- | ----------------------- |
|                         | Alemania                | 3/3 estrellas           | 16                      | 14                      | 2002                    |
|                         | Angola                  |                         | 1                       | 1                       | —                       |
|                         | Arabia Saudita          |                         | 4                       | 4                       | 2002                    |
|                         | Argentina               | 2/2 estrellas           | 14                      | 9                       | 2002                    |
|                         | Australia               |                         | 2                       | 1                       | 1974                    |
|                         | Brasil                  | 5/5 estrellas           | 18                      | 18                      | 2002                    |
|                         | Corea del Sur           |                         | 7                       | 6                       | 2002                    |
|                         | Costa de Marfil         |                         | 1                       | 1                       | —                       |
|                         | Costa Rica              |                         | 3                       | 2                       | 2002                    |
|                         | Croacia                 |                         | 3                       | 3                       | 2002                    |
|                         | Ecuador                 |                         | 2                       | 2                       | 2002                    |
|                         | España                  |                         | 12                      | 8                       | 2002                    |
|                         | Estados Unidos          |                         | 8                       | 5                       | 2002                    |
|                         | Francia                 | 1/1 estrellas           | 12                      | 3                       | 2002                    |
|                         | Ghana                   |                         | 1                       | 1                       | —                       |
|                         | Inglaterra              | 1/1 estrellas           | 12                      | 3                       | 2002                    |
|                         | Irán                    |                         | 3                       | 1                       | 1998                    |
|                         | Italia                  | 3/3 estrellas           | 16                      | 12                      | 2002                    |
|                         | Japón                   |                         | 3                       | 3                       | 2002                    |
|                         | México                  |                         | 13                      | 4                       | 2002                    |
|                         | Países Bajos            |                         | 8                       | 1                       | 1998                    |
|                         | Paraguay                |                         | 7                       | 3                       | 2002                    |
|                         | Polonia                 |                         | 7                       | 2                       | 2002                    |
|                         | Portugal                |                         | 4                       | 2                       | 2002                    |
|                         | República Checa         |                         | 9                       | 1                       | 1990                    |
|                         | Serbia y Montenegro     |                         | 10                      | 1                       | 1998                    |
|                         | Suecia                  |                         | 11                      | 2                       | 2002                    |
|                         | Suiza                   |                         | 8                       | 1                       | 1994                    |
|                         | Togo                    |                         | 1                       | 1                       | —                       |
|                         | Trinidad y Tobago       |                         | 1                       | 1                       | —                       |
|                         | Túnez                   |                         | 4                       | 3                       | 2002                    |
|                         | Ucrania                 |                         | 1                       | 1                       | —                       |

## Lista de jugadores

### Grupo A

#### Costa Rica
| #  | Nombre                | Posición       | Edad | PJ Sel | Club                 |
| -- | --------------------- | -------------- | ---- | ------ | -------------------- |
| 1  | Álvaro Mesen          | Portero        | 33   | 38     | Club Sport Herediano |
| 2  | Jervis Drummond       | Defensa        | 29   | 56     | Deportivo Saprissa   |
| 3  | Luis Marín (c)        | Defensa        | 31   | 120    | Maccabi Netanya      |
| 4  | Michael Umaña         | Defensa        | 23   | 19     | Brujas FC            |
| 5  | Gilberto Martínez     | Defensa        | 26   | 57     | AS Roma              |
| 6  | Danny Fonseca         | Centrocampista | 26   | 22     | CS Cartaginés        |
| 7  | Christian Bolaños     | Centrocampista | 22   | 17     | Deportivo Saprissa   |
| 8  | Mauricio Solís        | Centrocampista | 33   | 107    | CSD Comunicaciones   |
| 9  | Paulo Wanchope        | Delantero      | 29   | 69     | Rosario Central      |
| 10 | Walter Centeno        | Centrocampista | 31   | 93     | Deportivo Saprissa   |
| 11 | Rónald Gómez          | Delantero      | 31   | 80     | Deportivo Saprissa   |
| 12 | Leonardo González     | Defensa        | 25   | 36     | Club Sport Herediano |
| 13 | Kurt Bernard          | Delantero      | 28   | 3      | Puntarenas FC        |
| 14 | Randall Azofeifa      | Centrocampista | 21   | 5      | KAA Gent             |
| 15 | Harold Wallace        | Defensa        | 30   | 78     | LD Alajuelense       |
| 16 | Carlos Hernández      | Centrocampista | 24   | 17     | LD Alajuelense       |
| 17 | Gabriel Badilla       | Defensa        | 21   | 7      | Deportivo Saprissa   |
| 18 | José Francisco Porras | Portero        | 35   | 16     | Deportivo Saprissa   |
| 19 | Álvaro Saborío        | Delantero      | 24   | 23     | FC Sion              |
| 20 | Douglas Sequeira      | Centrocampista | 28   | 30     | Real Salt Lake       |
| 21 | Víctor Núñez          | Delantero      | 26   | 3      | CS Cartaginés        |
| 22 | Michael Rodríguez     | Defensa        | 24   | 3      | LD Alajuelense       |
| 23 | Wardy Alfaro          | Portero        | 28   | 2      | LD Alajuelense       |
| DT | Alexandre Guimarães   |                |      |        |                      |

#### Ecuador
| #  | Nombre               | Posición      | Edad | PJ Sel | Club               |
| -- | -------------------- | ------------- | ---- | ------ | ------------------ |
| 1  | Edwin Villafuerte    | Portero       | 27   | 15     | Deportivo Quito    |
| 2  | Jorge Guagua         | Defensa       | 24   | 18     | El Nacional        |
| 3  | Iván Hurtado         | Defensa       | 31   | 130    | Al Arabi           |
| 4  | Ulises de la Cruz    | Defensa       | 32   | 84     | Aston Villa        |
| 5  | José Luis Perlaza    | Defensa       | 24   | 3      | Olmedo             |
| 6  | Patricio Urrutia     | Mediocampista | 28   | 6      | Liga de Quito      |
| 7  | Christian Lara       | Mediocampista | 26   | 19     | El Nacional        |
| 8  | Edison Méndez        | Mediocampista | 27   | 64     | Liga de Quito      |
| 9  | Félix Borja          | Delantero     | 23   | 6      | El Nacional        |
| 10 | Iván Kaviedes        | Delantero     | 28   | 44     | Argentinos Juniors |
| 11 | Agustín Delgado      | Delantero     | 31   | 68     | Liga de Quito      |
| 12 | Christian Mora       | Portero       | 26   | 8      | Liga de Quito      |
| 13 | Paúl Ambrosi         | Defensa       | 25   | 24     | Liga de Quito      |
| 14 | Segundo Castillo     | Mediocampista | 24   | 11     | El Nacional        |
| 15 | Marlon Ayoví         | Mediocampista | 34   | 74     | Deportivo Quito    |
| 16 | Antonio Valencia     | Mediocampista | 20   | 17     | Villarreal C.F     |
| 17 | Giovanny Espinoza    | Defensa       | 29   | 56     | Liga de Quito      |
| 18 | Néicer Reasco        | Defensa       | 28   | 31     | Liga de Quito      |
| 19 | Luis Saritama        | Mediocampista | 22   | 15     | Deportivo Quito    |
| 20 | Edwin Tenorio        | Mediocampista | 30   | 68     | Barcelona          |
| 21 | Carlos Tenorio       | Delantero     | 27   | 29     | Al Sadd            |
| 22 | Damián Lanza         | Portero       | 24   | 5      | Aucas              |
| 23 | Christian Benítez    | Delantero     | 20   | 5      | El Nacional        |
| DT | Luis Fernando Suárez |               |      |        |                    |

#### Alemania
| #  | Nombre                 | Posición      | Edad | PJ Sel | Club                     |
| -- | ---------------------- | ------------- | ---- | ------ | ------------------------ |
| 1  | Jens Lehmann           | Portero       | 36   | 32     | Arsenal                  |
| 2  | Marcell Jansen         | Defensa       | 20   | 7      | Borussia Mönchengladbach |
| 3  | Arne Friedrich         | Defensa       | 27   | 36     | Bayer 04 Leverkusen      |
| 4  | Robert Huth            | Defensa       | 21   | 16     | Chelsea                  |
| 5  | Sebastian Kehl         | Delantero     | 26   | 27     | Borussia Dortmund        |
| 6  | Jens Nowotny           | Defensa       | 32   | 46     | Bayer 04 Leverkusen      |
| 7  | Bastian Schweinsteiger | Mediocampista | 21   | 28     | Bayern de Múnich         |
| 8  | Torsten Frings         | Mediocampista | 30   | 52     | Werder Bremen            |
| 9  | Mike Hanke             | Delantero     | 22   | 6      | VfL Wolfsburgo           |
| 10 | Oliver Neuville        | Delantero     | 33   | 55     | Borussia Mönchengladbach |
| 11 | Miroslav Klose         | Delantero     | 28   | 55     | Werder Bremen            |
| 12 | Oliver Kahn            | Portero       | 36   | 85     | Bayern de Múnich         |
| 13 | Michael Ballack        | Mediocampista | 29   | 65     | Bayern de Múnich         |
| 14 | Gerald Asamoah         | Delantero     | 27   | 40     | Schalke 04               |
| 15 | Thomas Hitzlsperger    | Mediocampista | 22   | 15     | Stuttgart                |
| 16 | Philipp Lahm           | Defensa       | 22   | 18     | Bayern de Múnich         |
| 17 | Per Mertesacker        | Defensa       | 21   | 23     | Hannover 96              |
| 18 | Tim Borowski           | Mediocampista | 26   | 20     | Werder Bremen            |
| 19 | Bernd Schneider        | Defensa       | 32   | 64     | Bayer 04 Leverkusen      |
| 20 | Lukas Podolski         | Delantero     | 21   | 25     | Köln                     |
| 21 | Christoph Metzelder    | Defensa       | 25   | 22     | Borussia Dortmund        |
| 22 | David Odonkor          | Delantero     | 27   | 1      | Borussia Dortmund        |
| 23 | Timo Hildebrand        | Portero       | 27   | 3      | Stuttgart                |
| DT | Jürgen Klinsmann       |               |      |        |                          |

#### Polonia
| #  | Nombre              | Posición      | Edad | PJ Sel | Club                 |
| -- | ------------------- | ------------- | ---- | ------ | -------------------- |
| 1  | Artur Boruc         | Portero       | 26   | 17     | Celtic FC            |
| 2  | Mariusz Jop         | Defensa       | 27   | 12     | FC Moskva            |
| 3  | Seweryn Gancarczyk  | Defensa       | 24   | 2      | Metalist Járkov      |
| 4  | Marcin Baszczyński  | Defensa       | 29   | 32     | Wisła Cracovia       |
| 5  | Kamil Kosowski      | Mediocampista | 28   | 45     | Southampton FC       |
| 6  | Jacek Bąk           | Defensa       | 33   | 72     | Al Rayyan            |
| 7  | Radosław Sobolewski | Mediocampista | 29   | 19     | Wisła Cracovia       |
| 8  | Jacek Krzynówek     | Mediocampista | 30   | 58     | Bayer Leverkusen     |
| 9  | Maciej Żurawski     | Delantero     | 29   | 50     | Celtic FC            |
| 10 | Mirosław Szymkowiak | Mediocampista | 29   | 29     | Trabzonspor          |
| 11 | Grzegorz Rasiak     | Delantero     | 27   | 30     | Southampton FC       |
| 12 | Tomasz Kuszczak     | Portero       | 24   | 4      | West Bromwich Albion |
| 13 | Sebastian Mila      | Mediocampista | 23   | 27     | FK Austria Viena     |
| 14 | Michał Żewłakow     | Defensa       | 30   | 56     | Olympiakos           |
| 15 | Euzebiusz Smolarek  | Mediocampista | 25   | 13     | Borussia Dortmund    |
| 16 | Arkadiusz Radomski  | Mediocampista | 28   | 20     | FK Austria Viena     |
| 17 | Dariusz Dudka       | Defensa       | 22   | 7      | Wisła Cracovia       |
| 18 | Mariusz Lewandowski | Defensa       | 27   | 25     | Shakhtar Donetsk     |
| 19 | Bartosz Bosacki     | Defensa       | 30   | 11     | Lech Poznań          |
| 20 | Piotr Giza          | Mediocampista | 26   | 4      | KS Cracovia          |
| 21 | Ireneusz Jeleń      | Delantero     | 25   | 10     | Wisła Cracovia       |
| 22 | Łukasz Fabiański    | Portero       | 21   | 2      | Legia Varsovia       |
| 23 | Paweł Brożek        | Delantero     | 23   | 4      | Wisła Cracovia       |
| DT | Paweł Janas         |               |      |        |                      |

### Grupo B

#### Inglaterra
| #  | Nombre              | Posición      | Edad | PJ Sel | Club              |
| -- | ------------------- | ------------- | ---- | ------ | ----------------- |
| 1  | Paul Robinson       | Portero       | 26   | 21     | Tottenham Hotspur |
| 2  | Gary Neville        | Defensa       | 31   | 79     | Manchester United |
| 3  | Ashley Cole         | Defensa       | 25   | 46     | Arsenal           |
| 4  | Steven Gerrard      | Mediocampista | 26   | 42     | Liverpool         |
| 5  | Rio Ferdinand       | Defensa       | 27   | 47     | Manchester United |
| 6  | John Terry          | Defensa       | 25   | 24     | Chelsea           |
| 7  | David Beckham       | Mediocampista | 31   | 89     | Real Madrid       |
| 8  | Frank Lampard       | Mediocampista | 27   | 40     | Chelsea           |
| 9  | Wayne Rooney        | Delantero     | 20   | 29     | Manchester United |
| 10 | Michael Owen        | Delantero     | 26   | 77     | Newcastle United  |
| 11 | Joe Cole            | Mediocampista | 24   | 32     | Chelsea           |
| 12 | Sol Campbell        | Defensa       | 31   | 68     | Arsenal           |
| 13 | David James         | Portero       | 35   | 34     | Manchester City   |
| 14 | Wayne Bridge        | Defensa       | 25   | 24     | Fulham            |
| 15 | Jamie Carragher     | Defensa       | 28   | 25     | Liverpool         |
| 16 | Owen Hargreaves     | Mediocampista | 25   | 30     | Bayern de Múnich  |
| 17 | Jermaine Jenas      | Mediocampista | 23   | 15     | Tottenham Hotspur |
| 18 | Michael Carrick     | Mediocampista | 24   | 6      | Tottenham Hotspur |
| 19 | Aaron Lennon        | Mediocampista | 19   | 1      | Tottenham Hotspur |
| 20 | Stewart Downing     | Mediocampista | 21   | 2      | Middlesbrough     |
| 21 | Peter Crouch        | Delantero     | 25   | 7      | Liverpool         |
| 22 | Scott Carson        | Portero       | 20   | 0      | Liverpool         |
| 23 | Theo Walcott        | Delantero     | 17   | 1      | Arsenal           |
| DT | Sven-Göran Eriksson |               |      |        |                   |

#### Paraguay
| #  | Nombre                  | Posición      | Edad | PJ Sel | Club                    |
| -- | ----------------------- | ------------- | ---- | ------ | ----------------------- |
| 1  | Justo Villar            | Portero       | 28   | 39     | Newell's Old Boys       |
| 2  | Jorge Núñez             | Defensa       | 28   | 15     | Estudiantes de La Plata |
| 3  | Delio Toledo            | Defensa       | 29   | 30     | Real Zaragoza           |
| 4  | Carlos Gamarra          | Defensa       | 35   | 106    | Palmeiras               |
| 5  | Julio César Cáceres     | Defensa       | 26   | 32     | River Plate             |
| 6  | Carlos Bonet            | Mediocampista | 28   | 29     | Club Libertad           |
| 7  | Salvador Cabañas        | Delantero     | 24   | 15     | Jaguares de Chiapas     |
| 8  | Edgar Barreto           | Mediocampista | 21   | 15     | NEC Nijmegen            |
| 9  | Roque Santa Cruz        | Delantero     | 24   | 42     | Bayern de Múnich        |
| 10 | Roberto Acuña           | Mediocampista | 34   | 93     | Deportivo La Coruña     |
| 11 | Diego Gavilán           | Mediocampista | 26   | 39     | Newell's Old Boys       |
| 12 | Derlis Gómez            | Portero       | 33   | 5      | Sportivo Luqueño        |
| 13 | Carlos Humberto Paredes | Mediocampista | 29   | 68     | Reggina Calcio          |
| 14 | Paulo da Silva          | Defensa       | 26   | 33     | Club Toluca             |
| 15 | Julio Manzur            | Defensa       | 24   | 13     | Santos                  |
| 16 | Cristian Riveros        | Mediocampista | 23   | 9      | Club Libertad           |
| 17 | José Montiel            | Mediocampista | 18   | 6      | Olimpia de Asunción     |
| 18 | Nelson Haedo Valdez     | Delantero     | 22   | 11     | Werder Bremen           |
| 19 | Julio dos Santos        | Mediocampista | 23   | 17     | Bayern de Múnich        |
| 20 | Dante López             | Delantero     | 22   | 7      | Genoa                   |
| 21 | Denis Caniza            | Defensa       | 31   | 74     | Cruz Azul               |
| 22 | Aldo Bobadilla          | Portero       | 30   | 5      | Club Libertad           |
| 23 | Nelson Cuevas           | Delantero     | 26   | 35     | Pachuca                 |
| DT | Aníbal Ruiz             |               |      |        |                         |

#### Suecia
| #  | Nombre                | Posición      | Edad | PJ Sel | Club                |
| -- | --------------------- | ------------- | ---- | ------ | ------------------- |
| 1  | Andreas Isaksson      | Portero       | 24   | 39     | Stade Rennais       |
| 2  | Mikael Nilsson        | Defensa       | 27   | 27     | Panathinaikos       |
| 3  | Olof Mellberg         | Defensa       | 28   | 64     | Aston Villa         |
| 4  | Teddy Lučić           | Defensa       | 32   | 81     | Häcken              |
| 5  | Erik Edman            | Defensa       | 27   | 37     | Stade Rennais       |
| 6  | Tobias Linderoth      | Mediocampista | 27   | 58     | København           |
| 7  | Niclas Alexandersson  | Mediocampista | 34   | 87     | Göteborg            |
| 8  | Anders Svensson       | Mediocampista | 29   | 66     | Elfsborg            |
| 9  | Fredrik Ljungberg     | Mediocampista | 29   | 57     | Arsenal             |
| 10 | Zlatan Ibrahimović    | Delantero     | 24   | 38     | Juventus            |
| 11 | Henrik Larsson        | Delantero     | 34   | 89     | Barcelona           |
| 12 | John Alvbåge          | Portero       | 23   | 2      | Viborg              |
| 13 | Petter Hansson        | Defensa       | 29   | 13     | Heerenveen          |
| 14 | Fredrik Stenman       | Defensa       | 23   | 1      | Bayer 04 Leverkusen |
| 15 | Karl Svensson         | Defensa       | 22   | 1      | Göteborg            |
| 16 | Kim Källström         | Mediocampista | 23   | 34     | Stade Rennais       |
| 17 | Johan Elmander        | Delantero     | 25   | 18     | Brøndby             |
| 18 | Mattias Jonson        | Mediocampista | 32   | 53     | Djurgårdens         |
| 19 | Daniel Andersson      | Mediocampista | 28   | 47     | Malmö               |
| 20 | Marcus Allbäck        | Delantero     | 32   | 56     | København           |
| 21 | Christian Wilhelmsson | Mediocampista | 26   | 29     | Anderlecht          |
| 22 | Markus Rosenberg      | Delantero     | 23   | 8      | Ajax de Ámsterdam   |
| 23 | Rami Shaaban          | Portero       | 30   | 2      | Fredrikstad         |
| DT | Lars Lagerbäck        |               |      |        |                     |

#### Trinidad y Tobago
| #  | Nombre              | Posición      | Edad | PJ Sel | Club                   |
| -- | ------------------- | ------------- | ---- | ------ | ---------------------- |
| 1  | Shaka Hislop        | Portero       | 37   | 24     | West Ham United        |
| 2  | Ian Cox             | Defensa       | 35   | 16     | Gillingham FC          |
| 3  | Avery John          | Defensa       | 30   | 57     | New England Revolution |
| 4  | Marvin Andrews      | Defensa       | 30   | 98     | Rangers FC             |
| 5  | Brent Sancho        | Defensa       | 29   | 40     | Gillingham FC          |
| 6  | Dennis Lawrence     | Defensa       | 31   | 63     | Wrexham AFC            |
| 7  | Chris Birchall      | Mediocampista | 22   | 19     | Port Vale FC           |
| 8  | Cyd Gray            | Defensa       | 32   | 39     | San Juan Jabloteh      |
| 9  | Aurtis Whitley      | Mediocampista | 29   | 24     | San Juan Jabloteh      |
| 10 | Russell Latapy      | Mediocampista | 37   | 66     | Falkirk FC             |
| 11 | Carlos Edwards      | Mediocampista | 27   | 51     | Luton Town             |
| 12 | Collin Samuel       | Delantero     | 24   | 18     | Dundee United          |
| 13 | Cornell Glen        | Delantero     | 25   | 35     | Los Ángeles Galaxy     |
| 14 | Stern John          | Delantero     | 29   | 95     | Coventry City          |
| 15 | Kenwyne Jones       | Delantero     | 21   | 29     | Southampton FC         |
| 16 | Evans Wise          | Delantero     | 32   | 16     | Waldhof Mannheim       |
| 17 | David Atiba Charles | Defensa       | 28   | 19     | W Connection           |
| 18 | Densill Theobald    | Mediocampista | 23   | 38     | Falkirk FC             |
| 19 | Dwight Yorke (c)    | Delantero     | 34   | 54     | Sydney FC              |
| 20 | Jason Scotland      | Delantero     | 27   | 25     | St. Johnstone FC       |
| 21 | Kelvin Jack         | Portero       | 30   | 32     | Dundee FC              |
| 22 | Clayton Ince        | Portero       | 33   | 63     | Coventry City          |
| 23 | Anthony Wolfe       | Mediocampista | 24   | 4      | North East Stars       |
| DT | Leo Beenhakker      |               |      |        |                        |

### Grupo C

#### Argentina
| #  | Nombre                | Posición      | Edad | PJ Sel | Club                   |
| -- | --------------------- | ------------- | ---- | ------ | ---------------------- |
| 1  | Roberto Abbondanzieri | Portero       | 33   | 22     | Boca Juniors           |
| 2  | Roberto Ayala         | Defensa       | 32   | 100    | Valencia               |
| 3  | Juan Pablo Sorín      | Defensa       | 30   | 71     | Villarreal             |
| 4  | Fabricio Coloccini    | Defensa       | 24   | 23     | Deportivo de La Coruña |
| 5  | Esteban Cambiasso     | Mediocampista | 25   | 22     | Inter de Milán         |
| 6  | Gabriel Heinze        | Defensa       | 28   | 29     | Manchester United      |
| 7  | Javier Saviola        | Delantero     | 24   | 31     | Sevilla                |
| 8  | Javier Mascherano     | Mediocampista | 22   | 15     | Corinthians            |
| 9  | Hernán Crespo         | Delantero     | 30   | 55     | Chelsea                |
| 10 | Juan Román Riquelme   | Mediocampista | 27   | 31     | Villarreal             |
| 11 | Carlos Tévez          | Delantero     | 22   | 21     | Corinthians            |
| 12 | Leo Franco            | Portero       | 29   | 3      | Atlético de Madrid     |
| 13 | Lionel Scaloni        | Defensor      | 28   | 6      | West Ham United        |
| 14 | Rodrigo Palacio       | Delantero     | 24   | 2      | Boca Juniors           |
| 15 | Gabriel Milito        | Defensa       | 25   | 15     | Real Zaragoza          |
| 16 | Pablo Aimar           | Mediocampista | 26   | 40     | Valencia               |
| 17 | Leandro Cufré         | Defensa       | 28   | 2      | Roma                   |
| 18 | Maxi Rodríguez        | Mediocampista | 25   | 13     | Atlético de Madrid     |
| 19 | Lionel Messi          | Delantero     | 18   | 7      | Barcelona              |
| 20 | Julio Ricardo Cruz    | Delantero     | 31   | 15     | Inter de Milán         |
| 21 | Nicolás Burdisso      | Defensa       | 25   | 8      | Inter de Milán         |
| 22 | Lucho González        | Mediocampista | 25   | 27     | Porto                  |
| 23 | Oscar Ustari          | Portero       | 19   | 0      | Independiente          |
| DT | José Pekerman         |               |      |        |                        |

#### Costa de Marfil
| #  | Nombre             | Posición      | Edad | PJ Sel | Club                  |
| -- | ------------------ | ------------- | ---- | ------ | --------------------- |
| 1  | Jean-Jacques Tizié | Portero       | 33   | 24     | Espérance             |
| 2  | Kanga Akalé        | Mediocampista | 25   | 22     | AJ Auxerre            |
| 3  | Arthur Boka        | Defensa       | 23   | 23     | RC Strasbourg         |
| 4  | Kolo Touré         | Defensa       | 25   | 42     | Arsenal FC            |
| 5  | Didier Zokora      | Mediocampista | 25   | 38     | AS Saint-Étienne      |
| 6  | Blaise Kouassi     | Defensa       | 32   | 36     | Troyes AC             |
| 7  | Emerse Fae         | Mediocampista | 22   | 14     | FC Nantes Atlantique  |
| 8  | Bonaventure Kalou  | Mediocampista | 28   | 49     | Paris Saint Germain   |
| 9  | Arouna Koné        | Delantero     | 22   | 17     | PSV Eindhoven         |
| 10 | Gilles Yapi Yapo   | Mediocampista | 26   | 34     | BSC Young Boys        |
| 11 | Didier Drogba      | Delantero     | 28   | 32     | Chelsea FC            |
| 12 | Abdoulaye Méïté    | Defensa       | 25   | 18     | Olympique de Marsella |
| 13 | Marc Zoro          | Defensa       | 22   | 13     | FC Messina            |
| 14 | Bakari Koné        | Delantero     | 24   | 16     | SL OGC Nice           |
| 15 | Aruna Dindane      | Delantero     | 25   | 34     | RC Lens               |
| 16 | Gérard Gnanhouan   | Portero       | 26   | 6      | Montpellier HSC       |
| 17 | Cyril Domoraud     | Defensa       | 35   | 50     | US Creteil            |
| 18 | Abdul Kader Keïta  | Delantero     | 24   | 26     | Lille OSC             |
| 19 | Yaya Touré         | Mediocampista | 23   | 14     | Olympiacos FC         |
| 20 | Guy Demel          | Mediocampista | 24   | 7      | Hamburger SV          |
| 21 | Emmanuel Eboué     | Defensa       | 22   | 11     | Arsenal FC            |
| 22 | Koffi Ndri Romaric | Mediocampista | 22   | 8      | Le Mans UC72          |
| 23 | Boubacar Barry     | Portero       | 26   | 6      | K.S.K. Beveren        |
| DT | Henri Michel       |               |      |        |                       |

#### Países Bajos
| #  | Nombre                     | Posición      | Edad | PJ Sel | Club              |
| -- | -------------------------- | ------------- | ---- | ------ | ----------------- |
| 1  | Edwin van der Sar          | Portero       | 35   | 109    | Manchester United |
| 2  | Kew Jaliens                | Defensa       | 27   | 1      | AZ Alkmaar        |
| 3  | Khalid Boulahrouz          | Defensa       | 24   | 11     | Hamburger SV      |
| 4  | Joris Mathijsen            | Defensa       | 26   | 8      | AZ Alkmaar        |
| 5  | Giovanni van Bronckhorst   | Defensa       | 31   | 57     | FC Barcelona      |
| 6  | Denny Landzaat             | Mediocampista | 30   | 23     | AZ Alkmaar        |
| 7  | Dirk Kuyt                  | Delantero     | 25   | 19     | Feyenoord         |
| 8  | Phillip Cocu               | Mediocampista | 35   | 97     | PSV Eindhoven     |
| 9  | Ruud van Nistelrooy        | Delantero     | 29   | 51     | Manchester United |
| 10 | Rafael van der Vaart       | Mediocampista | 23   | 35     | Hamburger SV      |
| 11 | Arjen Robben               | Delantero     | 22   | 20     | Chelsea FC        |
| 12 | Jan Kromkamp               | Defensa       | 25   | 11     | Liverpool FC      |
| 13 | André Ooijer               | Defensa       | 31   | 19     | PSV Eindhoven     |
| 14 | John Heitinga              | Defensa       | 22   | 18     | Ajax Ámsterdam    |
| 15 | Tim de Cler                | Defensa       | 27   | 3      | AZ Alkmaar        |
| 16 | Hedwiges Maduro            | Mediocampista | 21   | 11     | Ajax Ámsterdam    |
| 17 | Robin van Persie           | Delantero     | 22   | 10     | Arsenal FC        |
| 18 | Mark van Bommel            | Mediocampista | 29   | 37     | FC Barcelona      |
| 19 | Jan Vennegoor of Hesselink | Delantero     | 27   | 7      | PSV Eindhoven     |
| 20 | Wesley Sneijder            | Mediocampista | 22   | 23     | Ajax Ámsterdam    |
| 21 | Ryan Babel                 | Delantero     | 19   | 6      | Ajax Ámsterdam    |
| 22 | Henk Timmer                | Portero       | 34   | 2      | AZ Alkmaar        |
| 23 | Maarten Stekelenburg       | Portero       | 23   | 2      | Ajax Ámsterdam    |
| DT | Marco van Basten           |               |      |        |                   |

#### Serbia y Montenegro
| #  | Nombre             | Posición      | Edad | PJ Sel | Club                      |
| -- | ------------------ | ------------- | ---- | ------ | ------------------------- |
| 1  | Dragoslav Jevrić   | Portero       | 31   | 40     | Ankaraspor                |
| 2  | Ivan Ergić         | Mediocampista | 25   | 1      | Basilea                   |
| 3  | Ivica Dragutinović | Defensa       | 30   | 26     | Sevilla                   |
| 4  | Igor Duljaj        | Mediocampista | 26   | 37     | Shakhtar Donetsk          |
| 5  | Nemanja Vidić      | Defensa       | 24   | 20     | Manchester United         |
| 6  | Goran Gavrančić    | Defensa       | 27   | 25     | Dínamo de Kiev            |
| 7  | Ognjen Koroman     | Defensa       | 27   | 25     | Portsmouth                |
| 8  | Mateja Kežman      | Delantero     | 27   | 47     | Atlético de Madrid        |
| 9  | Savo Milošević     | Delantero     | 32   | 98     | Osasuna                   |
| 10 | Dejan Stanković    | Mediocampista | 27   | 58     | Inter de Milán            |
| 11 | Predrag Đorđević   | Mediocampista | 34   | 34     | Olympiacos                |
| 12 | Oliver Kovačević   | Portero       | 31   | 3      | CSKA Sofia                |
| 13 | Dušan Basta        | Defensa       | 21   | 2      | Estrella Roja de Belgrado |
| 14 | Nenad Đorđević     | Defensa       | 26   | 15     | Partizan Belgrado         |
| 15 | Milan Dudić        | Defensa       | 26   | 11     | Estrella Roja de Belgrado |
| 17 | Albert Nađ         | Mediocampista | 31   | 42     | Partizan Belgrado         |
| 18 | Zvonimir Vukić     | Mediocampista | 26   | 25     | Partizan Belgrado         |
| 19 | Nikola Žigić       | Delantero     | 25   | 11     | Estrella Roja de Belgrado |
| 20 | Mladen Krstajić    | Defensa       | 32   | 45     | Schalke 04                |
| 21 | Danijel Ljuboja    | Mediocampista | 27   | 15     | Stuttgart                 |
| 22 | Saša Ilić          | Mediocampista | 28   | 32     | Galatasaray               |
| 23 | Vladimir Stojković | Portero       | 22   | 0      | Nantes                    |
| DT | Ilija Petković     |               |      |        |                           |

### Grupo D

#### Angola
| #  | Nombre                       | Posición      | Edad | PJ Sel | Club                      |
| -- | ---------------------------- | ------------- | ---- | ------ | ------------------------- |
| 1  | João Ricardo                 | Portero       | 36   | 26     | Moreirense FC             |
| 2  | Marco Airosa                 | Defensa       | 21   | 2      | FC Barreirense            |
| 3  | João Pereira Jamba           | Defensa       | 28   | 35     | Atlético Sport Aviação    |
| 4  | Lebo Lebo                    | Defensa       | 29   | 15     | Atlético Petróleos Luanda |
| 5  | Kali                         | Defensa       | 27   | 21     | FC Barreirense            |
| 6  | Miloy                        | Mediocampista | 25   | 11     | Inter Luanda              |
| 7  | Figueiredo                   | Mediocampista | 33   | 22     | Varzim SC                 |
| 8  | André Macanga                | Mediocampista | 28   | 33     | Kuwait SC                 |
| 9  | Mantorras                    | Delantero     | 24   | 11     | SL Benfica                |
| 10 | Akwá (c)                     | Delantero     | 29   | 77     | Al-Wakra                  |
| 11 | Mateus Galiano da Costa      | Delantero     | 21   | 4      | Gil Vicente FC            |
| 12 | Lamá                         | Portero       | 35   | 9      | Atlético Petróleos Luanda |
| 13 | Edson Nobre                  | Mediocampista | 26   | 7      | FC Paços de Ferreira      |
| 14 | Mendonça                     | Mediocampista | 23   | 34     | Varzim SC                 |
| 15 | Rui Marques                  | Defensa       | 28   | 1      | Hull City                 |
| 16 | Flávio                       | Delantero     | 26   | 46     | Al Ahly                   |
| 17 | Zé Kalanga                   | Mediocampista | 22   | 23     | Atlético Petróleos Luanda |
| 18 | Love                         | Delantero     | 25   | 35     | Atlético Sport Aviação    |
| 19 | André Titi Buengo            | Delantero     | 26   | 2      | Clermont Foot             |
| 20 | Locó                         | Defensa       | 21   | 11     | Primeiro de Agosto        |
| 21 | Luís Manuel Ferreira Delgado | Defensa       | 32   | 17     | Atlético Petróleos Luanda |
| 22 | Mário Hipólito               | Portero       | 21   | 1      | Inter Luanda              |
| 23 | Marco Abreu                  | Defensa       | 31   | 3      | Portimonense              |
| DT | Luiz De Oliveira Gonçalves   |               |      |        |                           |

#### Irán
| #  | Nombre                | Posición      | Edad | PJ Sel | Club             |
| -- | --------------------- | ------------- | ---- | ------ | ---------------- |
| 1  | Ebrahim Mirzapour     | Portero       | 27   | 64     | Foolad           |
| 2  | Mehdi Mahdavikia      | Mediocampista | 28   | 89     | Hamburgo         |
| 3  | Sohrab Bakhtiarizadeh | Defensa       | 33   | 31     | Saba Battery     |
| 4  | Yahya Golmohammadi    | Defensa       | 35   | 69     | Saba Battery     |
| 5  | Rahman Rezaei         | Defensa       | 31   | 43     | Messina          |
| 6  | Javad Nekounam        | Mediocampista | 25   | 71     | Sharjah          |
| 7  | Fereydoon Zandi       | Delantero     | 27   | 10     | Kaiserslautern   |
| 8  | Ali Karimi            | Mediocampista | 27   | 90     | Bayern de Múnich |
| 9  | Vahid Hashemian       | Delantero     | 29   | 28     | Hanover 96       |
| 10 | Ali Daei              | Delantero     | 37   | 147    | Saba Battery     |
| 11 | Rasoul Khatibi        | Delantero     | 27   | 12     | Sepahan          |
| 12 | Hassan Roodbarian     | Portero       | 27   | 3      | PAS              |
| 13 | Hossein Kaabi         | Defensa       | 20   | 44     | Foolad           |
| 14 | Andranik Teymourian   | Mediocampista | 23   | 5      | Aboomoslem       |
| 15 | Arash Borhani         | Delantero     | 22   | 21     | PAS              |
| 16 | Reza Enayati          | Delantero     | 30   | 15     | Esteghlal        |
| 17 | Javad Kazemian        | Mediocampista | 25   | 25     | Persépolis       |
| 18 | Moharram Navidkia     | Defensa       | 23   | 24     | Bochum           |
| 19 | Amir Hossein Sadeghi  | Defensa       | 24   | 1      | Esteghlal        |
| 20 | Mohammad Nosrati      | Defensa       | 24   | 44     | PAS              |
| 21 | Mehrzad Madanchi      | Mediocampista | 21   | 6      | Persépolis       |
| 22 | Vahid Taleblou        | Portero       | 24   | 1      | Esteghlal        |
| 23 | Masoud Shojaei        | Mediocampista | 22   | 3      | Saipa            |
| DT | Branko Ivanković      |               |      |        |                  |

#### México
| #  | Nombre               | Posición      | Edad | PJ Sel | Club                   |
| -- | -------------------- | ------------- | ---- | ------ | ---------------------- |
| 1  | Oswaldo Sánchez      | Portero       | 32   | 70     | C. D. Guadalajara      |
| 2  | Claudio Suárez       | Defensa       | 37   | 178    | C. D. Chivas USA       |
| 3  | Carlos Salcido       | Defensa       | 26   | 32     | C. D. Guadalajara      |
| 4  | Rafael Márquez       | Defensa       | 27   | 65     | F. C. Barcelona        |
| 5  | Ricardo Osorio       | Defensa       | 26   | 39     | Cruz Azul F. C.        |
| 6  | Gerardo Torrado      | Mediocampista | 27   | 56     | Cruz Azul F. C.        |
| 7  | Sinha                | Mediocampista | 30   | 32     | Deportivo Toluca F. C. |
| 8  | Pável Pardo          | Mediocampista | 30   | 125    | C. F. América          |
| 9  | Jared Borgetti       | Delantero     | 32   | 75     | Bolton Wanderers       |
| 10 | Guillermo Franco     | Delantero     | 29   | 7      | Villarreal C. F.       |
| 11 | Ramón Morales        | Mediocampista | 30   | 46     | C. D. Guadalajara      |
| 12 | José de Jesús Corona | Portero       | 25   | 6      | Tecos de la UAG        |
| 13 | Guillermo Ochoa      | Portero       | 20   | 1      | C. F. América          |
| 14 | Gonzalo Pineda       | Defensa       | 23   | 30     | C. D. Guadalajara      |
| 15 | José Antonio Castro  | Defensa       | 25   | 12     | C. F. América          |
| 16 | Mario Méndez         | Defensa       | 27   | 32     | C. F. Monterrey        |
| 17 | Francisco Fonseca    | Delantero     | 26   | 29     | Cruz Azul F. C.        |
| 18 | Andrés Guardado      | Mediocampista | 19   | 7      | Atlas F. C.            |
| 19 | Omar Bravo           | Delantero     | 26   | 33     | C. D. Guadalajara      |
| 20 | Rafael García        | Mediocampista | 31   | 52     | Atlas F. C.            |
| 21 | Jesús Arellano       | Mediocampista | 33   | 69     | C. F. Monterrey        |
| 22 | Francisco Rodríguez  | Defensa       | 24   | 32     | C. D. Guadalajara      |
| 23 | Luis Ernesto Pérez   | Mediocampista | 25   | 52     | C. F. Monterrey        |
| DT | Ricardo La Volpe     |               |      |        |                        |

#### Portugal
| #  | Nombre              | Posición      | Edad | PJ Sel | Club                |
| -- | ------------------- | ------------- | ---- | ------ | ------------------- |
| 1  | Ricardo             | Portero       | 30   | 49     | Sporting de Lisboa  |
| 2  | Paulo Ferreira      | Defensa       | 27   | 30     | Chelsea             |
| 3  | Caneira             | Defensa       | 27   | 14     | Valencia            |
| 4  | Ricardo Costa       | Defensa       | 25   | 3      | Porto               |
| 5  | Fernando Meira      | Defensa       | 28   | 30     | Stuttgart           |
| 6  | Costinha            | Mediocampista | 31   | 44     | Dinamo Moscú        |
| 7  | Luís Figo           | Mediocampista | 33   | 120    | Inter de Milán      |
| 8  | Armando Petit       | Mediocampista | 29   | 36     | Benfica             |
| 9  | Pauleta             | Delantero     | 33   | 82     | Paris Saint-Germain |
| 10 | Hugo Viana          | Mediocampista | 23   | 21     | Valencia            |
| 11 | Simão Sabrosa       | Mediocampista | 26   | 43     | Benfica             |
| 12 | Quim                | Portero       | 30   | 24     | Benfica             |
| 13 | Miguel              | Defensa       | 28   | 16     | Valencia            |
| 14 | Nuno Valente        | Defensa       | 31   | 23     | Everton             |
| 15 | Luís Boa Morte      | Delantero     | 28   | 24     | Fulham              |
| 16 | Ricardo Carvalho    | Defensa       | 28   | 24     | Chelsea             |
| 17 | Cristiano Ronaldo   | Delantero     | 21   | 32     | Manchester United   |
| 18 | Maniche             | Mediocampista | 28   | 31     | Chelsea             |
| 19 | Tiago Mendes        | Mediocampista | 25   | 22     | Olympique de Lyon   |
| 20 | Deco                | Mediocampista | 28   | 34     | Barcelona           |
| 21 | Nuno Gomes          | Delantero     | 29   | 53     | Benfica             |
| 22 | Paulo Santos        | Portero       | 33   | 1      | Sporting Braga      |
| 23 | Hélder Postiga      | Delantero     | 23   | 24     | Saint-Étienne       |
| DT | Luiz Felipe Scolari |               |      |        |                     |

### Grupo E

#### República Checa
| #  | Nombre            | Posición      | Edad | PJ Sel | Club                     |
| -- | ----------------- | ------------- | ---- | ------ | ------------------------ |
| 1  | Petr Čech         | Portero       | 24   | 41     | Chelsea FC               |
| 2  | Zdeněk Grygera    | Defensa       | 26   | 41     | Ajax Ámsterdam           |
| 3  | Pável Mareš       | Defensa       | 30   | 10     | Zenit de San Petersburgo |
| 4  | Tomáš Galásek     | Mediocampista | 33   | 49     | Ajax Ámsterdam           |
| 5  | Radoslav Kováč    | Defensa       | 26   | 6      | Spartak de Moscú         |
| 6  | Marek Jankulovski | Defensa       | 29   | 48     | AC Milan                 |
| 7  | Libor Sionko      | Mediocampista | 29   | 17     | Glasgow Rangers          |
| 8  | Karel Poborský    | Mediocampista | 34   | 115    | České Budějovice         |
| 9  | Jan Koller        | Delantero     | 33   | 68     | Borussia Dortmund        |
| 10 | Tomáš Rosický     | Mediocampista | 25   | 54     | Borussia Dortmund        |
| 11 | Pavel Nedvěd      | Mediocampista | 33   | 87     | Juventus                 |
| 12 | Vratislav Lokvenc | Delantero     | 32   | 72     | Red Bull de Salzburgo    |
| 13 | Martin Jiránek    | Defensa       | 27   | 24     | Spartak de Moscú         |
| 14 | David Jarolím     | Mediocampista | 27   | 3      | Hamburger SV             |
| 15 | Milan Baroš       | Delantero     | 24   | 49     | Aston Villa              |
| 16 | Jaromír Blažek    | Portero       | 33   | 11     | Sparta de Praga          |
| 17 | Jiří Štajner      | Delantero     | 30   | 21     | Hannover 96              |
| 18 | Marek Heinz       | Delantero     | 28   | 28     | Galatasaray              |
| 19 | Jan Polák         | Mediocampista | 25   | 18     | 1. FC Nürnberg           |
| 20 | Jaroslav Plašil   | Mediocampista | 24   | 14     | AS Monaco                |
| 21 | Tomáš Ujfaluši    | Defensa       | 28   | 48     | Fiorentina               |
| 22 | David Rozehnal    | Defensa       | 25   | 22     | Paris Saint-Germain      |
| 23 | Antonín Kinský    | Portero       | 31   | 5      | Saturn Ramenskoye        |
| DT | Karel Brückner    |               |      |        |                          |

#### Ghana
| #  | Nombre             | Posición      | Edad | PJ Sel | Club                      |
| -- | ------------------ | ------------- | ---- | ------ | ------------------------- |
| 1  | Sammy Adjei        | Portero       | 25   | 31     | FC Ashdod                 |
| 2  | Hans Sarpei        | Defensa       | 29   | 7      | Wolfsburgo                |
| 3  | Asamoah Gyan       | Delantero     | 20   | 13     | Modena                    |
| 4  | Samuel Kuffour     | Defensa       | 29   | 58     | AS Roma                   |
| 5  | John Mensah        | Defensa       | 23   | 33     | Rennes                    |
| 6  | Emmanuel Pappoe    | Defensa       | 25   | 27     | Hapoel Kfar Saba          |
| 7  | Illiasu Shilla     | Defensa       | 25   | 2      | Asante Kotoko             |
| 8  | Michael Essien     | Mediocampista | 23   | 17     | Chelsea                   |
| 9  | Derek Boateng      | Mediocampista | 23   | 11     | AIK Sølna                 |
| 10 | Stephen Appiah (c) | Mediocampista | 25   | 42     | Fenerbahçe                |
| 11 | Sulley Muntari     | Mediocampista | 21   | 16     | Udinese                   |
| 12 | Alex Tachie-Mensah | Delantero     | 29   | 5      | St. Gallen                |
| 13 | Habib Mohamed      | Defensa       | 22   | 1      | King Faisal               |
| 14 | Matthew Amoah      | Delantero     | 25   | 16     | Borussia Dortmund         |
| 15 | John Pantsil       | Defensa       | 24   | 21     | Hapoel Tel-Aviv           |
| 16 | George Owu         | Portero       | 23   | 6      | Ashanti Gold              |
| 17 | Daniel Quaye       | Defensa       | 25   | 7      | Hearts                    |
| 18 | Eric Addo          | Mediocampista | 27   | 6      | PSV Eindhoven             |
| 19 | Razak Pimpong      | Delantero     | 23   | 4      | Copenhague                |
| 20 | Otto Addo          | Mediocampista | 31   | 13     | Maguncia 05               |
| 21 | Issah Ahmed        | Defensa       | 24   | 10     | Randers                   |
| 22 | Richard Kingson    | Portero       | 28   | 33     | BB Ankaraspor             |
| 23 | Haminu Dramani     | Mediocampista | 20   | 6      | Estrella Roja de Belgrado |
| DT | Ratomir Dujković   |               |      |        |                           |

#### Italia
| #  | Nombre               | Posición      | Edad | PJ Sel | Club           |
| -- | -------------------- | ------------- | ---- | ------ | -------------- |
| 1  | Gianluigi Buffon     | Portero       | 28   | 60     | Juventus       |
| 2  | Cristian Zaccardo    | Defensa       | 24   | 12     | Palermo        |
| 3  | Fabio Grosso         | Defensa       | 28   | 17     | Palermo        |
| 4  | Daniele De Rossi     | Mediocampista | 22   | 17     | Roma           |
| 5  | Fabio Cannavaro      | Defensa       | 32   | 93     | Juventus       |
| 6  | Andrea Barzagli      | Defensa       | 25   | 8      | Palermo        |
| 7  | Alessandro Del Piero | Delantero     | 31   | 74     | Juventus       |
| 8  | Gennaro Gattuso      | Mediocampista | 28   | 41     | Milán          |
| 9  | Luca Toni            | Delantero     | 29   | 18     | Fiorentina     |
| 10 | Francesco Totti      | Delantero     | 29   | 51     | Roma           |
| 11 | Alberto Gilardino    | Delantero     | 23   | 15     | Milán          |
| 12 | Angelo Peruzzi       | Portero       | 36   | 31     | Lazio          |
| 13 | Alessandro Nesta     | Defensa       | 30   | 74     | Milán          |
| 14 | Marco Amelia         | Portero       | 24   | 1      | Livorno        |
| 15 | Vincenzo Iaquinta    | Delantero     | 26   | 12     | Udinese        |
| 16 | Mauro Camoranesi     | Mediocampista | 29   | 21     | Juventus       |
| 17 | Simone Barone        | Mediocampista | 28   | 13     | Palermo        |
| 18 | Filippo Inzaghi      | Delantero     | 32   | 49     | Milán          |
| 19 | Gianluca Zambrotta   | Defensa       | 29   | 52     | Juventus       |
| 20 | Simone Perrotta      | Mediocampista | 28   | 24     | Roma           |
| 21 | Andrea Pirlo         | Mediocampista | 27   | 24     | Milán          |
| 22 | Massimo Oddo         | Defensa       | 30   | 20     | Lazio          |
| 23 | Marco Materazzi      | Defensa       | 32   | 28     | Inter de Milán |
| DT | Marcello Lippi       |               |      |        |                |

#### Estados Unidos
| #  | Nombre           | Posición      | Edad | PJ Sel | Club                     |
| -- | ---------------- | ------------- | ---- | ------ | ------------------------ |
| 1  | Tim Howard       | Portero       | 27   | 16     | Everton FC               |
| 2  | Chris Albright   | Defensa       | 27   | 20     | Los Ángeles Galaxy       |
| 3  | Carlos Bocanegra | Defensa       | 27   | 40     | Fulham FC                |
| 4  | Pablo Mastroeni  | Mediocampista | 29   | 48     | Colorado Rapids          |
| 5  | John O'Brien     | Mediocampista | 28   | 31     | Chivas USA               |
| 6  | Steve Cherundolo | Defensa       | 27   | 35     | Hannover 96              |
| 7  | Eddie Lewis      | Mediocampista | 32   | 69     | Leeds United             |
| 8  | Clint Dempsey    | Mediocampista | 23   | 21     | New England Revolution   |
| 9  | Eddie Johnson    | Delantero     | 22   | 18     | Kansas City Wizards      |
| 10 | Claudio Reyna    | Mediocampista | 32   | 109    | Manchester City          |
| 11 | Brian Ching      | Delantero     | 28   | 20     | Houston Dynamo           |
| 12 | Greg Berhalter   | Defensa       | 33   | 44     | Energie Cottbus          |
| 13 | Jimmy Conrad     | Defensa       | 29   | 15     | Kansas City Wizards      |
| 14 | Ben Olsen        | Mediocampista | 29   | 34     | D.C. United              |
| 15 | Bobby Convey     | Mediocampista | 23   | 39     | Reading FC               |
| 16 | Josh Wolff       | Delantero     | 29   | 47     | Kansas City Wizards      |
| 17 | DaMarcus Beasley | Mediocampista | 24   | 58     | PSV Eindhoven            |
| 18 | Kasey Keller     | Portero       | 36   | 93     | Borussia Mönchengladbach |
| 19 | Marcus Hahnemann | Portero       | 34   | 6      | Reading FC               |
| 20 | Brian McBride    | Delantero     | 33   | 92     | Fulham FC                |
| 21 | Landon Donovan   | Delantero     | 24   | 81     | Los Ángeles Galaxy       |
| 22 | Oguchi Onyewu    | Defensa       | 24   | 14     | Standard Liège           |
| 23 | Eddie Pope       | Defensa       | 32   | 80     | Real Salt Lake           |
| DT | Bruce Arena      |               |      |        |                          |

### Grupo F

#### Australia
| #  | Nombre             | Posición      | Edad | PJ Sel | Club                   |
| -- | ------------------ | ------------- | ---- | ------ | ---------------------- |
| 1  | Mark Schwarzer     | Portero       | 33   | 37     | Middlesbrough FC       |
| 2  | Lucas Neill        | Defensa       | 28   | 25     | Blackburn Rovers       |
| 3  | Craig Moore        | Defensa       | 30   | 33     | Newcastle United       |
| 4  | Tim Cahill         | Mediocampista | 26   | 16     | Everton                |
| 5  | Jason Culina       | Mediocampista | 25   | 13     | PSV Eindhoven          |
| 6  | Tony Popovic       | Defensa       | 32   | 56     | Crystal Palace         |
| 7  | Brett Emerton      | Mediocampista | 27   | 49     | Blackburn Rovers       |
| 8  | Josip Skoko        | Mediocampista | 30   | 46     | Stoke City FC          |
| 9  | Mark Viduka        | Delantero     | 30   | 33     | Middlesbrough FC       |
| 10 | Harry Kewell       | Delantero     | 27   | 20     | Liverpool FC           |
| 11 | Stan Lazaridis     | Mediocampista | 29   | 59     | Birmingham City        |
| 12 | Ante Covic         | Portero       | 30   | 1      | Hammarby               |
| 13 | Vince Grella       | Mediocampista | 26   | 17     | Parma FC               |
| 14 | Scott Chipperfield | Mediocampista | 30   | 46     | FC Basel               |
| 15 | John Aloisi        | Delantero     | 30   | 41     | Deportivo Alavés       |
| 16 | Michael Beauchamp  | Defensa       | 25   | 2      | Central Coast Mariners |
| 17 | Archie Thompson    | Delantero     | 27   | 20     | PSV Eindhoven          |
| 18 | Željko Kalac       | Portero       | 33   | 52     | AC Milan               |
| 19 | Joshua Kennedy     | Delantero     | 23   | 1      | Dinamo Dresde          |
| 20 | Luke Wilkshire     | Mediocampista | 24   | 8      | Bristol City FC        |
| 21 | Mile Sterjovski    | Mediocampista | 27   | 22     | FC Basel               |
| 22 | Mark Milligan      | Defensa       | 20   | 1      | Sydney FC              |
| 23 | Marco Bresciano    | Mediocampista | 26   | 24     | Parma FC               |
| DT | Guus Hiddink       |               |      |        |                        |

#### Brasil
| #  | Nombre                  | Posición      | Edad | PJ Sel | Club                |
| -- | ----------------------- | ------------- | ---- | ------ | ------------------- |
| 1  | Dida                    | Portero       | 32   | 86     | AC Milan            |
| 2  | Cafú                    | Defensa       | 36   | 138    | AC Milan            |
| 3  | Lúcio                   | Defensa       | 28   | 50     | Bayern Múnich       |
| 4  | Juan                    | Defensa       | 27   | 38     | Bayer 04 Leverkusen |
| 5  | Emerson                 | Mediocampista | 30   | 70     | Juventus de Turín   |
| 6  | Roberto Carlos          | Defensa       | 33   | 121    | Real Madrid         |
| 7  | Adriano                 | Delantero     | 24   | 32     | Internazionale      |
| 8  | Kaká                    | Mediocampista | 24   | 38     | AC Milan            |
| 9  | Ronaldo                 | Delantero     | 29   | 92     | Real Madrid         |
| 10 | Ronaldinho              | Mediocampista | 26   | 63     | FC Barcelona        |
| 11 | Zé Roberto              | Mediocampista | 31   | 79     | Bayern Múnich       |
| 12 | Rogério Ceni            | Portero       | 33   | 15     | São Paulo           |
| 13 | Cicinho                 | Mediocampista | 25   | 10     | Real Madrid         |
| 14 | Luisão                  | Defensa       | 25   | 19     | SL Benfica          |
| 15 | Cris                    | Defensa       | 29   | 15     | Olympique de Lyon   |
| 16 | Gilberto                | Defensa       | 30   | 9      | Hertha de Berlín    |
| 17 | Gilberto Silva          | Mediocampista | 29   | 36     | Arsenal FC          |
| 18 | Mineiro                 | Defensa       | 30   | 2      | São Paulo           |
| 19 | Juninho Pernambucano    | Mediocampista | 31   | 37     | Olympique de Lyon   |
| 20 | Ricardinho              | Mediocampista | 30   | 19     | Corinthians         |
| 21 | Fred                    | Delantero     | 22   | 3      | Olympique de Lyon   |
| 22 | Júlio César             | Portero       | 26   | 11     | Internazionale      |
| 23 | Robinho                 | Delantero     | 22   | 23     | Real Madrid         |
| DT | Carlos Alberto Parreira |               |      |        |                     |

#### Croacia
| #  | Nombre          | Posición      | Edad | PJ Sel | Club              |
| -- | --------------- | ------------- | ---- | ------ | ----------------- |
| 1  | Stipe Pletikosa | Portero       | 27   | 50     | Hajduk Split      |
| 2  | Darijo Srna     | Mediocampista | 24   | 36     | Shakhtar Donetsk  |
| 3  | Josip Šimunić   | Defensa       | 28   | 42     | Hertha BSC Berlin |
| 4  | Robert Kovač    | Defensa       | 32   | 56     | Juventus          |
| 5  | Igor Tudor      | Defensa       | 28   | 52     | AC Siena          |
| 6  | Jurica Vranješ  | Mediocampista | 26   | 24     | Werder Bremen     |
| 7  | Dario Šimić     | Defensa       | 30   | 80     | AC Milan          |
| 8  | Marko Babić     | Mediocampista | 25   | 33     | Bayer Leverkusen  |
| 9  | Dado Pršo       | Delantero     | 31   | 29     | Glasgow Rangers   |
| 10 | Niko Kovač      | Mediocampista | 34   | 58     | Hertha BSC Berlin |
| 11 | Mario Tokić     | Defensa       | 30   | 28     | FK Austria Viena  |
| 12 | Joey Didulica   | Portero       | 28   | 4      | FK Austria Viena  |
| 13 | Stjepan Tomas   | Defensa       | 30   | 48     | Galatasaray       |
| 14 | Luka Modrić     | Mediocampista | 20   | 5      | Dinamo Zagreb     |
| 15 | Ivan Leko       | Mediocampista | 28   | 13     | Club Brugge       |
| 16 | Jerko Leko      | Mediocampista | 26   | 36     | Dínamo de Kiev    |
| 17 | Ivan Klasnić    | Delantero     | 26   | 20     | Werder Bremen     |
| 18 | Ivica Olić      | Delantero     | 26   | 36     | PFC CSKA Moscú    |
| 19 | Niko Kranjčar   | Mediocampista | 21   | 21     | Hajduk Split      |
| 20 | Anthony Šerić   | Mediocampista | 27   | 14     | Panathinaikos     |
| 21 | Boško Balaban   | Delantero     | 27   | 27     | Club Brugge       |
| 22 | Ivan Bošnjak    | Delantero     | 27   | 13     | Dinamo Zagreb     |
| 23 | Tomislav Butina | Portero       | 32   | 28     | Club Brugge       |
| DT | Zlatko Kranjčar |               |      |        |                   |

#### Japón
| #  | Nombre                 | Posición      | Edad | PJ Sel | Club                      |
| -- | ---------------------- | ------------- | ---- | ------ | ------------------------- |
| 1  | Seigo Narazaki         | Portero       | 30   | 50     | Nagoya Grampus Eight      |
| 2  | Teruyuki Moniwa        | Defensa       | 24   | 8      | FC Tokyo                  |
| 3  | Yūichi Komano          | Defensa       | 24   | 8      | Sanfrecce Hiroshima       |
| 4  | Yasuhito Endō          | Mediocampista | 26   | 40     | Gamba Osaka               |
| 5  | Tsuneyasu Miyamoto (c) | Defensa       | 29   | 69     | Gamba Osaka               |
| 6  | Kōji Nakata            | Defensa       | 26   | 55     | FC Basel                  |
| 7  | Hidetoshi Nakata       | Mediocampista | 29   | 74     | Bolton Wanderers          |
| 8  | Mitsuo Ogasawara       | Mediocampista | 27   | 51     | Kashima Antlers           |
| 9  | Naohiro Takahara       | Delantero     | 27   | 41     | Hamburger SV              |
| 10 | Shunsuke Nakamura      | Mediocampista | 27   | 60     | Celtic FC                 |
| 11 | Seiichiro Maki         | Delantero     | 25   | 10     | JEF United Ichihara Chiba |
| 12 | Yoichi Doi             | Portero       | 32   | 4      | FC Tokyo                  |
| 13 | Atsushi Yanagisawa     | Delantero     | 29   | 56     | Kashima Antlers           |
| 14 | Alex                   | Defensa       | 28   | 72     | Urawa Red Diamonds        |
| 15 | Takashi Fukunishi      | Mediocampista | 29   | 62     | Júbilo Iwata              |
| 16 | Masashi Oguro          | Delantero     | 26   | 18     | Grenoble                  |
| 17 | Junichi Inamoto        | Mediocampista | 26   | 63     | West Bromwich Albion      |
| 18 | Shinji Ono             | Mediocampista | 26   | 55     | Urawa Red Diamonds        |
| 19 | Keisuke Tsuboi         | Defensa       | 26   | 33     | Urawa Red Diamonds        |
| 20 | Keiji Tamada           | Delantero     | 26   | 39     | Nagoya Grampus Eight      |
| 21 | Akira Kaji             | Defensa       | 26   | 43     | Gamba Osaka               |
| 22 | Yuji Nakazawa          | Defensa       | 28   | 50     | Yokohama F. Marinos       |
| 23 | Yoshikatsu Kawaguchi   | Portero       | 30   | 89     | Júbilo Iwata              |
| DT | Zico                   |               |      |        |                           |

### Grupo G

#### Francia
| #  | Nombre              | Posición      | Edad | PJ Sel | Club                  |
| -- | ------------------- | ------------- | ---- | ------ | --------------------- |
| 1  | Mickaël Landreau    | Portero       | 27   | 3      | FC Nantes Atlantique  |
| 2  | Jean-Alain Boumsong | Defensa       | 26   | 19     | Newcastle United      |
| 3  | Éric Abidal         | Defensa       | 26   | 8      | Olympique de Lyon     |
| 4  | Patrick Vieira      | Mediocampista | 29   | 87     | Juventus              |
| 5  | William Gallas      | Defensa       | 28   | 40     | Chelsea FC            |
| 6  | Claude Makélélé     | Mediocampista | 33   | 43     | Chelsea FC            |
| 7  | Florent Malouda     | Mediocampista | 26   | 13     | Olympique de Lyon     |
| 8  | Vikash Dhorasoo     | Mediocampista | 32   | 16     | Paris Saint-Germain   |
| 9  | Sidney Govou        | Delantero     | 26   | 19     | Olympique de Lyon     |
| 10 | Zinedine Zidane     | Mediocampista | 33   | 102    | Real Madrid           |
| 11 | Sylvain Wiltord     | Delantero     | 32   | 80     | Olympique de Lyon     |
| 12 | Thierry Henry       | Delantero     | 28   | 78     | Arsenal FC            |
| 13 | Mikael Silvestre    | Defensa       | 28   | 39     | Manchester United     |
| 14 | Louis Saha          | Delantero     | 27   | 9      | Manchester United     |
| 15 | Lilian Thuram       | Defensa       | 34   | 114    | Juventus              |
| 16 | Fabien Barthez      | Portero       | 34   | 80     | Olympique de Marsella |
| 17 | Gaël Givet          | Defensa       | 24   | 11     | AS Monaco             |
| 18 | Alou Diarra         | Mediocampista | 24   | 9      | RC Lens               |
| 19 | Willy Sagnol        | Defensa       | 29   | 38     | Bayern de Múnich      |
| 20 | David Trezeguet     | Delantero     | 28   | 63     | Juventus              |
| 21 | Pascal Chimbonda    | Defensa       | 27   | 1      | Wigan Athletic        |
| 22 | Franck Ribéry       | Mediocampista | 23   | 3      | Olympique de Marsella |
| 23 | Grégory Coupet      | Portero       | 33   | 18     | Olympique de Lyon     |
| DT | Raymond Domenech    |               |      |        |                       |

#### Corea del Sur
| #  | Nombre          | Posición      | Edad | PJ Sel | Club                    |
| -- | --------------- | ------------- | ---- | ------ | ----------------------- |
| 1  | Lee Woon-jae    | Portero       | 33   | 97     | Suwon Samsung Bluewings |
| 2  | Kim Young-chul  | Defensa       | 29   | 12     | Ilhwa Chunma            |
| 3  | Kim Dong-jin    | Defensa       | 24   | 34     | FC Seoul                |
| 4  | Choi Jin-cheul  | Defensa       | 35   | 62     | Chonbuk Hyundai Motors  |
| 5  | Kim Nam-il      | Mediocampista | 29   | 66     | Suwon Samsung Bluewings |
| 6  | Kim Jin-kyu     | Defensa       | 21   | 23     | Júbilo Iwata            |
| 7  | Park Ji-sung    | Mediocampista | 25   | 60     | Manchester United       |
| 8  | Kim Doo-hyun    | Mediocampista | 23   | 32     | Ilhwa Chunma            |
| 9  | Ahn Jung-hwan   | Delantero     | 30   | 61     | MSV Duisburg            |
| 10 | Park Chu-young  | Delantero     | 20   | 18     | FC Seoul                |
| 11 | Seol Ki-hyeon   | Delantero     | 27   | 67     | Reading                 |
| 12 | Lee Young-pyo   | Defensa       | 29   | 85     | Tottenham Hotspur       |
| 13 | Lee Eul-yong    | Mediocampista | 29   | 47     | Trabzonspor             |
| 14 | Lee Chun-soo    | Delantero     | 24   | 62     | Ulsan Hyundai Horang-i  |
| 15 | Baek Ji-hun     | Mediocampista | 21   | 12     | FC Seoul                |
| 16 | Chung Kyung-ho  | Delantero     | 26   | 40     | Gwangju Sangmu Phoenix  |
| 17 | Lee Ho          | Mediocampista | 21   | 11     | Ulsan Hyundai Horang-i  |
| 18 | Kim Sang-shik   | Mediocampista | 29   | 42     | Ilhwa Chunma            |
| 19 | Cho Jae-jin     | Delantero     | 24   | 21     | Shimizu S-Pulse         |
| 20 | Kim Yong-dae    | Portero       | 26   | 15     | Ilhwa Chunma            |
| 21 | Kim Young-kwang | Portero       | 22   | 6      | Chunnam Dragons         |
| 22 | Song Chong-guk  | Defensa       | 27   | 51     | Suwon Samsung Bluewings |
| 23 | Cho Won-hee     | Defensa       | 33   | 13     | Suwon Samsung Bluewings |
| DT | Dick Advocaat   |               |      |        |                         |

#### Suiza
| #  | Nombre              | Posición      | Edad | PJ Sel | Club                |
| -- | ------------------- | ------------- | ---- | ------ | ------------------- |
| 1  | Pascal Zuberbühler  | Portero       | 35   | 40     | FC Basel            |
| 2  | Johan Djourou       | Defensa       | 19   | 2      | Arsenal FC          |
| 3  | Ludovic Magnin      | Defensa       | 27   | 30     | VfB Stuttgart       |
| 4  | Philippe Senderos   | Defensa       | 21   | 12     | Arsenal FC          |
| 5  | Xavier Margairaz    | Mediocampista | 22   | 3      | FC Zürich           |
| 6  | Johann Vogel        | Mediocampista | 29   | 85     | AC Milan            |
| 7  | Ricardo Cabanas     | Mediocampista | 27   | 37     | FC Köln             |
| 8  | Raphaël Wicky       | Mediocampista | 29   | 67     | Hamburger SV        |
| 9  | Alexander Frei      | Delantero     | 26   | 45     | Stade Rennais FC    |
| 10 | Daniel Gygax        | Mediocampista | 24   | 22     | Lille               |
| 11 | Marco Streller      | Delantero     | 24   | 10     | FC Köln             |
| 12 | Diego Benaglio      | Portero       | 22   | 1      | CD Nacional         |
| 13 | Stéphane Grichting  | Defensa       | 27   | 6      | AJ Auxerre          |
| 14 | David Degen         | Mediocampista | 23   | 3      | FC Basel            |
| 15 | Blerim Džemaili     | Mediocampista | 20   | 3      | FC Zürich           |
| 16 | Tranquillo Barnetta | Mediocampista | 21   | 13     | Bayer Leverkusen    |
| 17 | Christoph Spycher   | Defensa       | 28   | 21     | Eintracht Frankfurt |
| 18 | Mauro Lustrinelli   | Delantero     | 30   | 5      | AC Sparta Praha     |
| 19 | Valon Behrami       | Mediocampista | 21   | 6      | SS Lazio            |
| 20 | Patrick Müller      | Defensa       | 29   | 64     | Olympique de Lyon   |
| 21 | Fabio Coltorti      | Portero       | 25   | 2      | Grasshoppers        |
| 22 | Hakan Yakin         | Delantero     | 29   | 46     | BSC Young Boys      |
| 23 | Philipp Degen       | Defensa       | 23   | 15     | Borussia Dortmund   |
| DT | Jakob Kuhn          |               |      |        |                     |

#### Togo
| #  | Nombre              | Posición      | Edad | PJ Sel | Club                      |
| -- | ------------------- | ------------- | ---- | ------ | ------------------------- |
| 1  | Nimini Tchagnirou   | Portero       | 28   | 9      | Djoliba AC                |
| 2  | Daré Nibombé        | Defensa       | 25   | 16     | R.A.E.C. Mons             |
| 3  | Jean-Paul Abalo (c) | Defensa       | 30   | 65     | USL Dunkerque             |
| 4  | Emmanuel Adebayor   | Delantero     | 22   | 29     | Arsenal FC                |
| 5  | Massamasso Tchangai | Defensa       | 27   | 34     | Benevento Calcio          |
| 6  | Yao Aziawonou       | Mediocampista | 26   | 32     | BSC Young Boys            |
| 7  | Moustapha Salifou   | Mediocampista | 23   | 34     | Stade Brestois            |
| 8  | Kuami Agboh         | Mediocampista | 28   | 4      | KFK Beveren               |
| 9  | Thomas Dossevi      | Mediocampista | 27   | 10     | Valenciennes FC           |
| 10 | Mamam Cherif-Touré  | Mediocampista | 25   | 39     | FC Metz                   |
| 11 | Robert Malm         | Delantero     | 32   | 1      | Stade Brestois            |
| 12 | Éric Akoto          | Defensa       | 25   | 32     | VfB Admira Wacker Mödling |
| 13 | Richmond Forson     | Delantero     | 26   | 8      | J.A. Poire                |
| 14 | Adékambi Olufadé    | Mediocampista | 26   | 24     | Al Siliyah                |
| 15 | Alaixys Romao       | Mediocampista | 22   | 11     | CS Louhans Cuiseaux       |
| 16 | Kossi Agassa        | Portero       | 27   | 49     | FC Metz                   |
| 17 | Mohamed Kader       | Delantero     | 27   | 46     | Guingamp EA               |
| 18 | Yao Junior Senaya   | Mediocampista | 22   | 16     | YF Juventus               |
| 19 | Ludovic Assemoassa  | Defensa       | 25   | 5      | Ciudad de Murcia          |
| 20 | Affo Érassa         | Defensa       | 23   | 6      | Clermont Foot             |
| 21 | Franck Atsou        | Defensa       | 27   | 13     | Al-Hilal                  |
| 22 | Kodjovi Obilale     | Portero       | 21   | 0      | Etoile Filante            |
| 23 | Assimiou Touré      | Defensa       | 18   | 1      | Bayer Leverkusen          |
| DT | Otto Pfister        |               |      |        |                           |

### Grupo H

#### Arabia Saudita
| #  | Nombre               | Posición      | Edad | PJ Sel | Club       |
| -- | -------------------- | ------------- | ---- | ------ | ---------- |
| 1  | Mohamed Al Deayea    | Portero       | 33   | 181    | Al-Hilal   |
| 2  | Ahmed Dokhi          | Defensa       | 29   | 68     | Al-Ittihad |
| 3  | Redha Tukar          | Defensa       | 30   | 37     | Al-Ittihad |
| 4  | Hamad Al Montashari  | Defensa       | 23   | 32     | Al-Ittihad |
| 5  | Nayef Al Qadi        | Defensa       | 27   | 28     | Al-Ahli    |
| 6  | Omar Al Ghamdi       | Mediocampista | 27   | 38     | Al-Hilal   |
| 7  | Mohammed Ameen       | Mediocampista | 26   | 16     | Al-Ittihad |
| 8  | Mohammed Noor        | Mediocampista | 28   | 63     | Al-Ittihad |
| 9  | Sami Al Jaber        | Delantero     | 33   | 160    | Al-Hilal   |
| 10 | Mohammad Al Shalhoub | Mediocampista | 25   | 48     | Al-Hilal   |
| 11 | Saad Al Harthi       | Delantero     | 22   | 15     | Al-Nasr    |
| 12 | Abdulaziz Khathran   | Defensa       | 32   | 19     | Al-Hilal   |
| 13 | Hussein Sulimani     | Defensa       | 29   | 97     | Al-Ahli    |
| 14 | Saud Kariri          | Mediocampista | 25   | 34     | Al-Ittihad |
| 15 | Ahmed Al Bahri       | Defensa       | 25   | 11     | Al-Ittifaq |
| 16 | Khaled Aziz          | Mediocampista | 24   | 14     | Al-Hilal   |
| 17 | Mohamed Al Bishi     | Defensa       | 19   | 0      | Al-Ahli    |
| 18 | Nawaf Al Temyat      | Mediocampista | 29   | 56     | Al-Hilal   |
| 19 | Mohammed Masaad      | Defensa       | 23   | 5      | Al-Ahli    |
| 20 | Yasser Al-Qahtani    | Delantero     | 23   | 45     | Al-Hilal   |
| 21 | Mabrouk Zaid         | Portero       | 27   | 33     | Al-Ittihad |
| 22 | Mohammad Khojah      | Portero       | 24   | 8      | Al-Shabab  |
| 23 | Malek Mouath         | Delantero     | 24   | 5      | Al-Ahli    |
| DT | Marcos Paquetá       |               |      |        |            |

#### España
| #  | Nombre                | Posición      | Edad | PJ Sel | Club               |
| -- | --------------------- | ------------- | ---- | ------ | ------------------ |
| 1  | Iker Casillas         | Portero       | 25   | 58     | Real Madrid        |
| 2  | Míchel Salgado        | Defensa       | 30   | 50     | Real Madrid        |
| 3  | Mariano Pernía        | Defensa       | 29   | 1      | Atlético de Madrid |
| 4  | Carlos Marchena       | Defensa       | 26   | 27     | Valencia           |
| 5  | Carles Puyol          | Defensa       | 28   | 47     | Barcelona          |
| 6  | David Albelda         | Mediocampista | 28   | 33     | Valencia           |
| 7  | Raúl González         | Delantero     | 28   | 95     | Real Madrid        |
| 8  | Xavi Hernández        | Mediocampista | 26   | 36     | Barcelona          |
| 9  | Fernando Torres       | Delantero     | 22   | 33     | Atlético de Madrid |
| 10 | José Antonio Reyes(†) | Delantero     | 22   | 28     | Atlético de Madrid |
| 11 | Luis García           | Delantero     | 28   | 10     | Atlético de Madrid |
| 12 | Antonio López         | Defensa       | 26   | 8      | Atlético de Madrid |
| 13 | Andrés Iniesta        | Mediocampista | 22   | 3      | Barcelona          |
| 14 | Xabi Alonso           | Mediocampista | 24   | 26     | Liverpool          |
| 15 | Sergio Ramos          | Defensa       | 20   | 11     | Real Madrid        |
| 16 | Marcos Senna          | Mediocampista | 29   | 3      | Villarreal         |
| 17 | Joaquín Sánchez       | Mediocampista | 24   | 38     | Real Betis         |
| 18 | Cesc Fàbregas         | Mediocampista | 19   | 4      | Arsenal            |
| 19 | Santiago Cañizares    | Portero       | 36   | 43     | Valencia           |
| 20 | Juanito Gutiérrez     | Defensa       | 29   | 15     | Real Betis         |
| 21 | David Villa           | Delantero     | 24   | 8      | Valencia           |
| 22 | Pablo Ibáñez          | Defensa       | 24   | 11     | Atlético de Madrid |
| 23 | Pepe Reina            | Portero       | 23   | 3      | Liverpool          |
| DT | Luis Aragonés         |               |      |        |                    |

#### Túnez
| #  | Nombre            | Posición      | Edad | PJ Sel | Club                    |
| -- | ----------------- | ------------- | ---- | ------ | ----------------------- |
| 1  | Ali Boumnijel     | Portero       | 40   | 48     | Club Africain           |
| 2  | Karim Essediri    | Delantero     | 26   | 7      | Rosenborg BK            |
| 3  | Karim Haggui      | Defensa       | 22   | 26     | RC Strasbourg           |
| 4  | Alaeddine Yahia   | Defensa       | 24   | 13     | AS St. Ètienne          |
| 5  | Ziad Jaziri       | Delantero     | 27   | 61     | Troyes AC               |
| 6  | Hatem Trabelsi    | Defensa       | 29   | 56     | Ajax Ámsterdam          |
| 7  | Haykel Guemamdia  | Delantero     | 24   | 13     | RC Strasbourg           |
| 8  | Mehdi Nafti       | Mediocampista | 27   | 29     | Birmingham City         |
| 9  | Yassine Chikhaoui | Delantero     | 19   | 1      | Étoile du Sahel         |
| 10 | Kaies Ghodhbane   | Mediocampista | 30   | 89     | Samsunspor              |
| 11 | Santos            | Delantero     | 28   | 28     | FC Toulouse             |
| 12 | Jaouhar Mnari     | Mediocampista | 29   | 37     | 1. FC Nürnberg          |
| 13 | Riadh Bouazizi    | Mediocampista | 33   | 85     | Kayserispor             |
| 14 | Adel Chedli       | Mediocampista | 29   | 38     | 1. FC Nürnberg          |
| 15 | Radhi Jaidi       | Defensa       | 30   | 89     | Bolton Wanderers        |
| 16 | Adel Nefzi        | Portero       | 32   | 0      | US Monastir             |
| 17 | Chaouki Ben Saada | Delantero     | 21   | 11     | Sporting Club de Bastia |
| 18 | David Jemmali     | Defensa       | 31   | 2      | Girondins Bordeaux      |
| 19 | Anis Ayari        | Defensa       | 24   | 24     | Samsunspor              |
| 20 | Hamed Namouchi    | Mediocampista | 22   | 14     | Glasgow Rangers         |
| 21 | Karim Saidi       | Defensa       | 23   | 15     | US Lecce                |
| 22 | Hamdi Kasraoui    | Portero       | 23   | 6      | Espérance               |
| 23 | Sofiene Melliti   | Mediocampista | 27   | 14     | Gaziantepspor           |
| DT | Roger Lemerre     |               |      |        |                         |

#### Ucrania
| #  | Nombre                | Posición      | Edad | PJ Sel | Club                  |
| -- | --------------------- | ------------- | ---- | ------ | --------------------- |
| 1  | Oleksandr Shovkovsky  | Portero       | 31   | 68     | Dínamo de Kiev        |
| 2  | Andriy Nesmachniy     | Defensa       | 27   | 49     | Dínamo de Kiev        |
| 3  | Oleksandr Yatsenko    | Defensa       | 21   | 1      | Dínamo de Kiev        |
| 4  | Anatoli Timoshchuk    | Mediocampista | 27   | 55     | Shakhtar Donetsk      |
| 5  | Vladímir Yezerskiy    | Defensa       | 29   | 24     | Dnipro Dnipropetrovsk |
| 6  | Andriy Rusol          | Defensa       | 23   | 23     | Dnipro Dnipropetrovsk |
| 7  | Andriy Shevchenko     | Delantero     | 29   | 64     | AC Milan              |
| 8  | Oleg Shelayev         | Mediocampista | 29   | 19     | Dnipro Dnipropetrovsk |
| 9  | Oleg Gusev            | Mediocampista | 23   | 25     | Dínamo de Kiev        |
| 10 | Andriy Voronin        | Delantero     | 26   | 32     | Bayer Leverkusen      |
| 11 | Serhiy Rebrov         | Delantero     | 32   | 70     | Dínamo de Kiev        |
| 12 | Andriy Piatov         | Portero       | 21   | 1      | Vorskla Poltava       |
| 13 | Dmitro Chigrinskiy    | Defensa       | 19   | 0      | Shakhtar Donetsk      |
| 14 | Andriy Husin          | Mediocampista | 33   | 64     | Krylya Sovetov        |
| 15 | Artem Milevskiy       | Delantero     | 21   | 0      | Dínamo de Kiev        |
| 16 | Andriy Vorobey        | Delantero     | 27   | 53     | Shakhtar Donetsk      |
| 17 | Vladislav Vashchuk    | Defensa       | 31   | 58     | Dínamo de Kiev        |
| 18 | Serhiy Nazarenko      | Mediocampista | 26   | 15     | Dnipro Dnipropetrovsk |
| 19 | Maksím Kalinichenko   | Mediocampista | 27   | 21     | Spartak de Moscú      |
| 20 | Oleksiy Byelik        | Delantero     | 25   | 15     | Shakhtar Donetsk      |
| 21 | Ruslan Rotan          | Mediocampista | 24   | 19     | Dínamo de Kiev        |
| 22 | Viacheslav Sviderskiy | Defensa       | 27   | 6      | Arsenal de Kiev       |
| 23 | Bohdan Shust          | Portero       | 20   | 2      | Shakhtar Donetsk      |
| DT | Oleg Blokhin          |               |      |        |                       |

## Curiosidades
- 389 jugadores seleccionados jugaban en ligas fuera de su país de origen.
- Todos los jugadores de Costa de Marfil jugaban en el extranjero.
- Todos los jugadores de Italia y Arabia Saudita jugaban en sus respectivos países.
- Los 23 jugadores de Ghana jugaban en 23 clubes diferentes.
- Los 10 países que más jugadores extranjeros aportaron a otros seleccionados y los 10 clubes que más jugadores aportaron a los seleccionados extranjeros fueron:

| 1. Inglaterra: 81 2. Alemania: 53 3. Francia: 47 4. Italia: 38 5. España: 33 6. Escocia: 12 7. Turquía: 12 8. Países Bajos: 11 9. Portugal: 11 10. Bélgica: 9 11. Rusia: 9 | 1. Arsenal FC: 12 2. Chelsea F.C.: 11 3. Manchester United: 9 4. AC Milan: 8 5. FC Barcelona: 7 6. Bayer Leverkusen: 7 7. Bayern de Múnich: 7 8. Hamburger SV: 7 9. Inter de Milán: 7 10. Juventus: 7 |